# Joanna Hentka
Joanna Katarzyna Hentka z domu Leszczyńska (ur. 18 grudnia 1988 w Warszawie) – polska wioślarka, brązowa medalistka igrzysk olimpijskich (2016) w czwórce podwójnej i brązowa medalistka mistrzostw świata (2013) oraz olimpijka z Londynu (2012).

## Życiorys

### Edukacja
Uczęszczała do gimnazjum nr. 14 im. Leopolda Staffa w Warszawie. Ukończyła LVIII Liceum Ogólnokształcące im. Kamila Krzysztofa Baczyńskiego w Warszawie i studia w Akademii Wychowania Fizycznego im. Józefa Piłsudskiego w Warszawie.

### Kariera sportowa
W 2015 została najlepszym sportowcem Warszawskiego Towarzystwa Wioślarskiego. Rok później otrzymała tytuł „Sportowca Roku” WTW.

## Osiągnięcia
| Rok  | Impreza                        | Miejsce             | Konkurencja | Lokata     | Źródło |
| ---- | ------------------------------ | ------------------- | ----------- | ---------- | ------ |
| 2017 | Mistrzostwa Europy             | Račice              | W2x         | 5. miejsce | [ 8 ]  |
| 2016 | Igrzyska olimpijskie           | Rio de Janeiro      | W4x         | 3. miejsce | [ 1 ]  |
| 2016 | Mistrzostwa Europy             | Brandenburg         | W4x         | 2. miejsce | [ 9 ]  |
| 2015 | Mistrzostwa świata             | Aiguebelette-le-Lac | W4x         | 4. miejsce | [ 10 ] |
| 2015 | Mistrzostwa Europy             | Poznań              | W4x         | 3. miejsce | [ 11 ] |
| 2014 | Mistrzostwa świata             | Amsterdam           | W4x         | 8. miejsce | [ 12 ] |
| 2013 | Mistrzostwa świata             | Chungju             | W4x         | 3. miejsce | [ 2 ]  |
| 2013 | Mistrzostwa Europy             | Sewilla             | W4x         | 5. miejsce | [ 13 ] |
| 2012 | Mistrzostwa Europy             | Varese              | W4x         | 2. miejsce | [ 14 ] |
| 2012 | Igrzyska olimpijskie           | Londyn              | W4x         | 8. miejsce | [ 3 ]  |
| 2011 | Mistrzostwa Europy             | Płowdiw             | W8+         | 6. miejsce | [ 15 ] |
| 2011 | Mistrzostwa świata             | Bled                | W4x         | 8. miejsce | [ 16 ] |
| 2010 | Mistrzostwa Europy             | Montemor-o-Velho    | W8+         | 7. miejsce | [ 17 ] |
| 2009 | Mistrzostwa Europy             | Brześć              | W8+         | 5. miejsce | [ 18 ] |
| 2009 | Mistrzostwa świata             | Poznań              | W8+         | 7. miejsce | [ 19 ] |
| 2009 | Młodzieżowe mistrzostwa świata | Racice              | W8+         | 3. miejsce | [ 20 ] |
| 2008 | Młodzieżowe mistrzostwa świata | Brandenburg         | W8+         | 2. miejsce | [ 21 ] |
| 2008 | Mistrzostwa Europy             | Ateny               | W8+         | 5. miejsce | [ 22 ] |

Kwalifikacyjne regaty olimpijskie – Lucerna 2012 – czwórka podwójna – 1. miejsce

## Puchar Świata
- 2010
  -  Bled – ósemka – 5. miejsce[24]
  -  Monachium – ósemka – 5. miejsce[25]
  -  Lucerna – ósemka – 9. miejsce[26]

- 2011
  -  Monachium – ósemka – 6. miejsce[27]
  -  Hamburg – ósemka – 3. miejsce[28]
  -  Lucerna – ósemka – 8. miejsce[29]
- 2012
  -  Belgrad – czwórka podwójna – 5. miejsce[30]
- 2013
  -  Dorney Lake – czwórka podwójna – 2. miejsce[31]
  -  Lucerna – czwórka podwójna – 2. miejsce[32]

- 2014
  -  Sydney – czwórka podwójna – 3. miejsce[33]
  -  Aiguebelette-le-Lac – czwórka podwójna – 9. miejsce[34]
  -  Lucerna – czwórka podwójna – 6. miejsce[35]

- 2015
  -  Bled – czwórka podwójna – 4. miejsce[36]
  -  Varese – czwórka podwójna – 2. miejsce[37]
  -  Lucerna – czwórka podwójna – 5. miejsce[38]
- 2016
  -  Varese – czwórka podwójna – 1. miejsce[39]
  -  Lucerna – czwórka podwójna – 1. miejsce[40]
  -  Poznań – czwórka podwójna – 4. miejsce[41]